# Styrax grandiflorus
Styrax grandiflorus là một loài thực vật có hoa trong họ Bồ đề. Loài này được Griff. miêu tả khoa học đầu tiên năm 1854.